# 비석치기
비석치기는 한국의 전통 놀이중의 하나이다. 손바닥만한 정도의 넓적한 돌이나 깨진 기왓장 조각을 가지고 말을 만든다. 먼저 상대편 말을 목표 지점에 세워 놓는다. 자기 말로 출발선에서 던지거나 신체 일부분에 의해 옮겨 쓰러뜨린다. 상대편 말을 쓰러뜨리지 못하거나 옮기는 도중 말을 빠뜨리면 공격이 바뀌게 된다. 편을 갈라서 할 때에는 성공하지 못한 사람을 대신하여 통과한 사람이 맞추어야만 다음 차례로 넘어간다. 발로 건드리거나 말을 떨어뜨리면 실격이 된다. 모든 과정을 통과한 사람이나 편이 이기게 된다.

## 놀이방법
약 2미터 정도 되는 거리 양쪽에 선을 평행하게 긋는다. 대개의 놀이가 그렇듯이 두 편으로 나뉜다. 인원수에 따라 다르지만 보통 서너명의 아이들이 편을 나누고 한쪽은 공격하는 편이 되어 상대편이 세워 놓은 돌을 자신의 돌로 쳐서 쓰러뜨리면 이기는 놀이이다.  
단계 별로 공격 방법이 다르며, 상대 측은 그저 공격 측의 반대편 선 위에 자기들 돌을 세워 놓는다.
단계 별 각자의 공격 기회는 한 번이다. 모든 팀원이 실패하면 반대편에게 공격의 기회가 넘어간다.
그러나 같은 편의 다른 팀원이 상대편의 모든 돌을 쓰러 뜨려 다음 단계로 넘어가면 전 단계에서 실패했던 팀원도 새 단계에서 다시 공격할 수 있다.  
모든 단계를 마치면 놀이는 승자와 패자로 나뉘어 끝나지만,  '1살 먹었다' 하며 계속하여 정해 놓은 나이가 될 때까지 1단계부터 다시 시작할 수 있다.

### 단계별 공격 방법
1 단계 : 공격 측 선 너머에서 상대 측 선 위에 세워 놓은 비석을 향해 내 돌을 던져서 쓰러뜨리기
2 단계 : 오른 발등 위에 내 돌을 올려놓고 앞으로 가서 상대편 돌을 향해 던져서 쓰러뜨리기
3 단계 : 왼 발등 위에 내 돌을 올려 놓고 걸어가서 상대편 돌을 쓰러뜨리기
4 단계 : 무릎 사이에 내 돌을 끼우고 걸어 가서 상대편 돌을 쓰러뜨리기
5 단계 : 가랑이 사이에 내 돌을 끼우고 걸어가서 상대편 돌을 쓰러뜨리기
6 단계 : 허리 춤에 내 돌을 끼우고 걸어가서 상대편 돌을 쓰러뜨리기
7 단계 : 배 위에 내 돌을 올려 놓고 돌이 떨어지지 않게 상체를 뒤로 젖히고 걸어가서 상대편 돌을 쓰러뜨리기
8 단계 : 가슴 위에 내 돌을 올려 놓고 돌이 떨어지지 않게 상체를 뒤로 젖히고 걸어가서 상대편 돌을 쓰러뜨리기
9 단계 : 턱을 수그렸을 때 만나는 윗가슴 사이에 내 돌을 끼우고 걸어가서 상대편 돌을 쓰러뜨리기
10 단계 : 오른 쪽 어깨에 내 돌을 올려 놓고 걸어가서 상대편 돌을 쓰러뜨리기
11 단계 : 왼 쪽 어깨에 내 돌을 올려 놓고 걸어가서 상대편 돌을 쓰러뜨리기
12 단계 : 오른 볼 위에 내 돌을 올려 놓고 걸어가서 상대편 돌을 쓰러뜨리기
13 단계 :  왼 볼 위에 내 돌을 올려 놓고 걸어가서 상대편 돌을 쓰러뜨리기
14 단계 : 코와 양 미간 사이에 내 돌을 올려 놓고 걸어가서 상대편 돌을 쓰러뜨리기
15 단계 : 이마 위에 내 돌을 올려 놓고 돌이 떨어지지 않게 상체를 뒤로 젖히고 걸어가서 상대편 돌을 쓰러뜨리기
16 단계 : 머리 위에 내 돌을 올려 놓고 걸어가서 상대편 돌을 쓰러뜨리기
17 단계 : 엎드린채로 등 위에 내 돌을 올려 놓고 걸어가서 상대편 돌을 쓰러뜨리기
18 단계 : 머리 위에 내 돌을 올려 놓되, 눈을 감고 걸어가서 상대편 돌을 쓰러뜨리기

## 유래
비석치기는 오랜 역사성을 지닌 전래놀이의 하나로 추정되지만 그 유래는 분명치 않다. 다만 민간에서 구전되는 유래담에 따르면 이 놀이가 형성된 배경에는 조선 후기의 시대상을 반영하고 있다. 곧 우리나라 방방곡곡에는 비석거리 또는 비선거리로 불리는 곳이 유난히 많다. 이는 익히 알려진 대로 길 옆에 즐비하게 비석이 서 있기 때문에 유래된 지명이다. 그런가 하면 비석과는 전혀 무관하게 놀이의 기원을 풀이하려는 견해도 있다. 즉 비석치기란 비석 모양의 돌을 세워놓고 이를 쳐서 넘어뜨리기 때문에 비석(碑石)치기라고 부른 것이 아니라, 애당초 돌을 날려서 치는 놀이라는 뜻의 비석(飛石)치기에서 유래했다고 보는 것이다. 이와 마찬가지 이유로 이칭인 비사(飛砂)치기는 사기그릇 조각을 날려서 친다는 의미로 해석되기도 한다.
1. ↑  강성복(姜成福). “비석치기(碑石-)”. 《한국세시풍속사전》. 국립민속박물관. 2020년 4월 9일에 확인함.